# 軍服 (幕末)

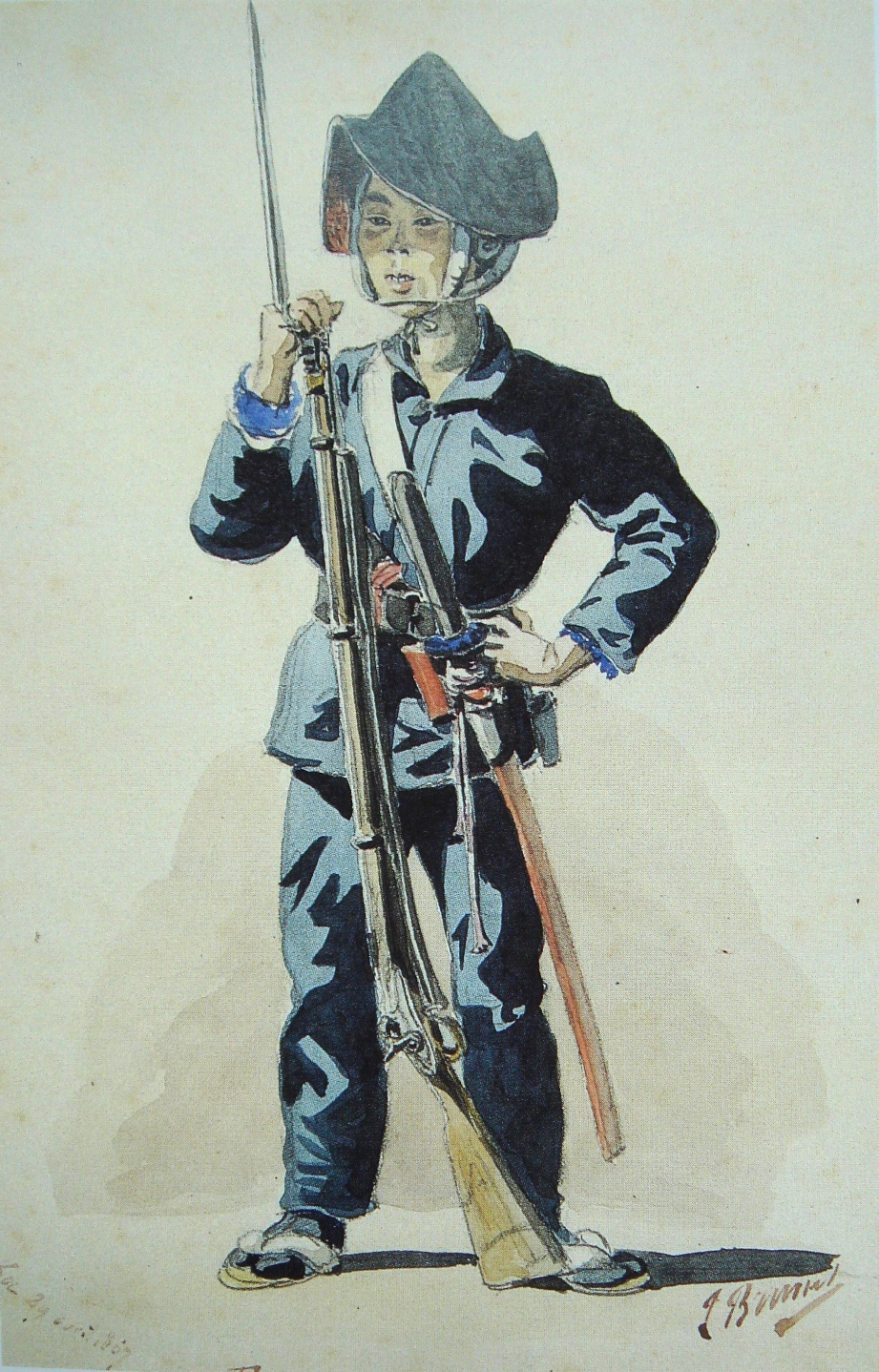
幕府軍歩兵
（1867年 ジュール・ブリュネ筆）

幕末の軍服（ばくまつのぐんぷく）は、ペリー来航後、徳川幕府および各藩において、洋式兵制の導入と並行して制定された軍服の特徴と変遷について述べる。
なお、王政復古・大政奉還を経て、戊辰戦争時における官軍（新政府軍）と旧江戸幕府側の各藩の軍服についても言及するため、軍服_(大日本帝国陸軍)、軍服_(大日本帝国海軍)とも重複する。

## 概要
洋式兵器・装備の導入にともない、従来の甲冑中心の装備からの軽装化が計られ、洋式のシャツ・上着・ズボン、靴等が導入された。だが、洋服を着ること自体が大多数の日本人にとって未知の経験であり、また幕府、藩という枠組み、戦闘員・身分としての武士の存在を前提としていた事情も手伝って、洋式軍服と和式の肌着、袴、陣笠、陣羽織の着用、また身分表象でもある帯刀がしばしば混在していた。
江戸城が新政府軍に接収された際、接収されたヤクの尾毛が軍帽として使われ、黒毛のものは黒熊(こぐま)、白毛のものは白熊(はぐま)、赤毛のものは赤熊(しゃぐま)と呼ばれた。
それまでの日本では統一された軍服は存在せず、足軽などに貸し与えられる甲冑も不揃いであったが、官軍・旧幕府軍共に予算の問題で全軍の統一は出来ず、同じ部隊でも個人により違いがあった。両者とも見慣れない黒の洋服だったためか、上野戦争では乱戦時に敵と間違えられた例もある。

## 徳川幕府の軍服

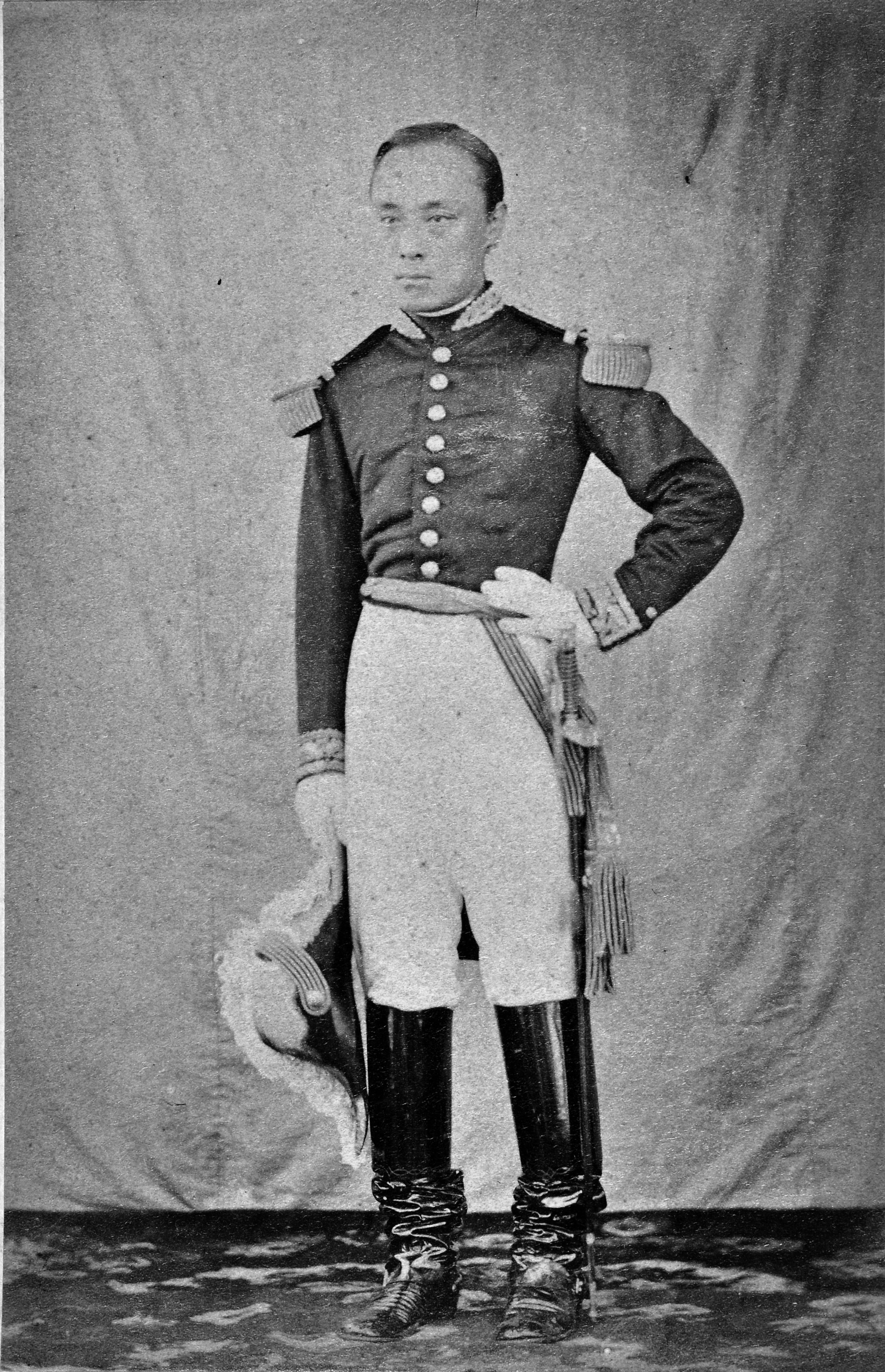
徳川慶喜。軍服はフランスのもので、ナポレオン3世から外交上寄贈されたもの[4]。
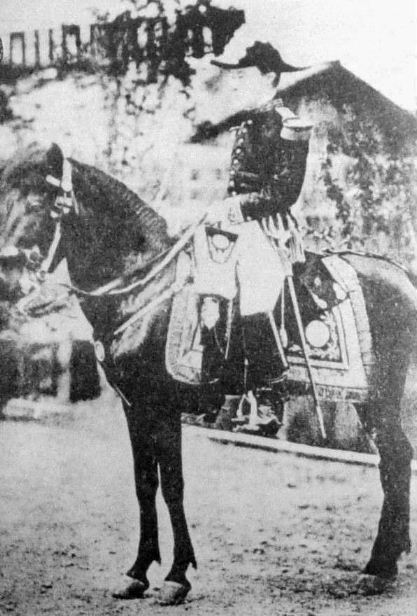
徳川慶喜。軍馬もナポレオン3世から寄贈されたもの[5]。
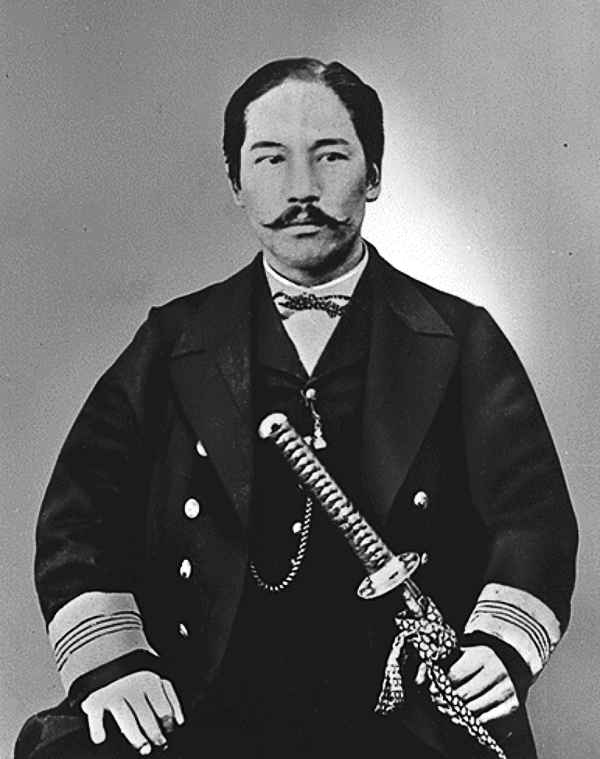
箱館戦争前の榎本武揚（1868年）
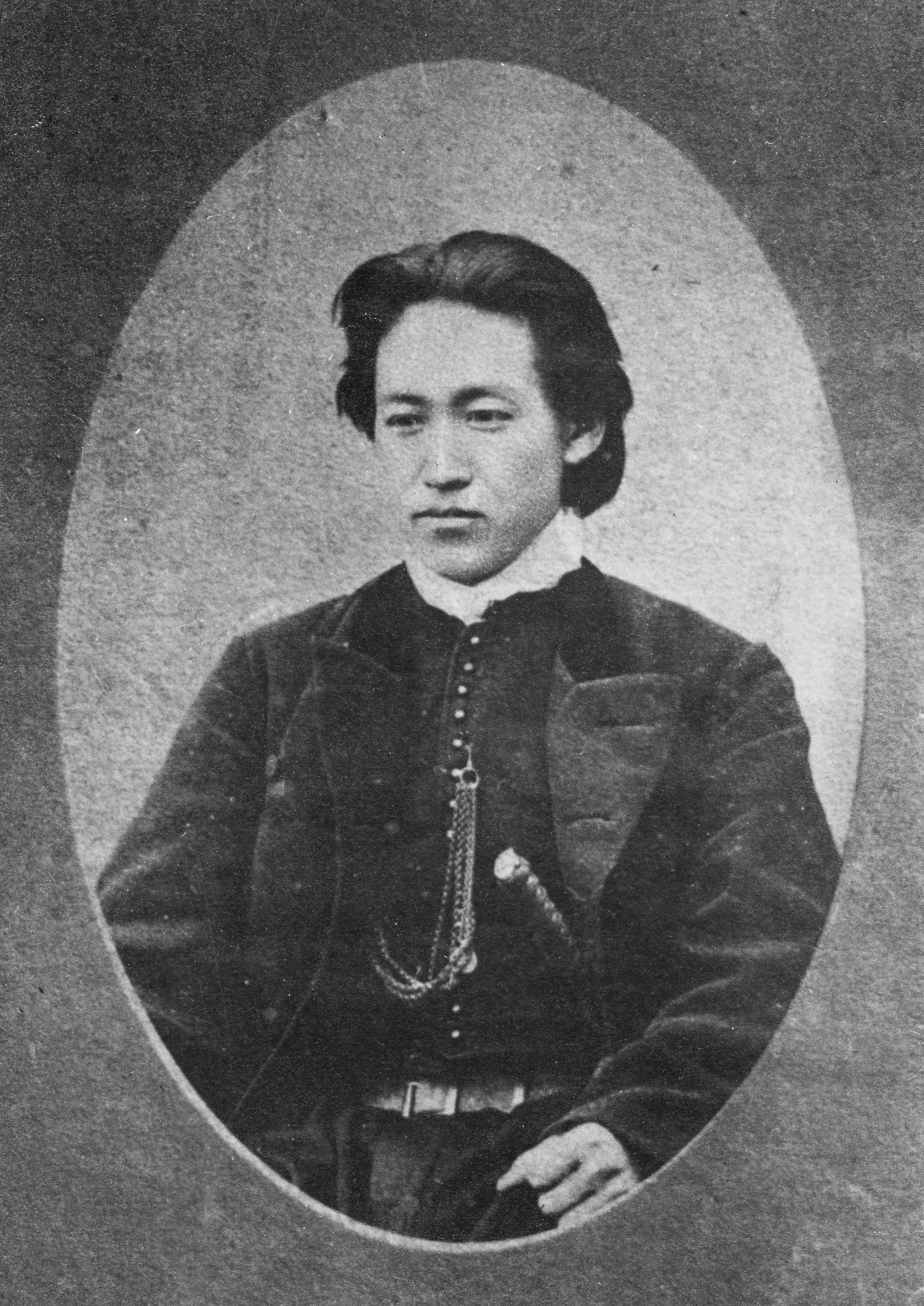
箱館戦争時の土方歳三（1868年）

## 薩摩藩の軍服

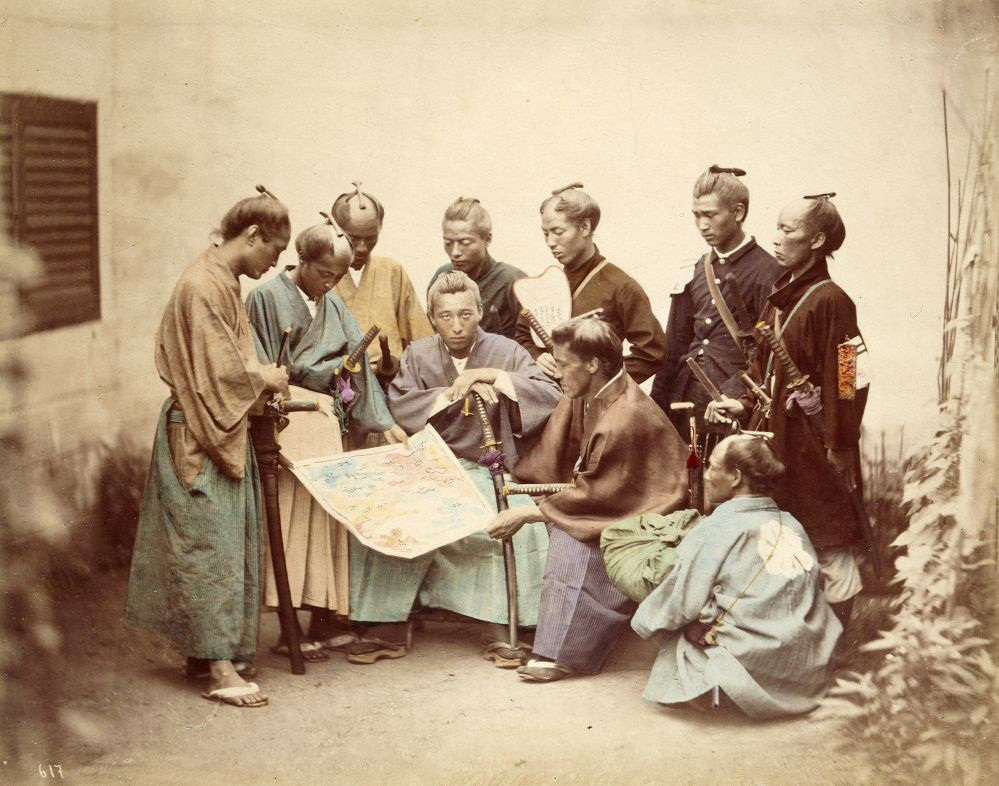
戊辰戦争中の武士達。
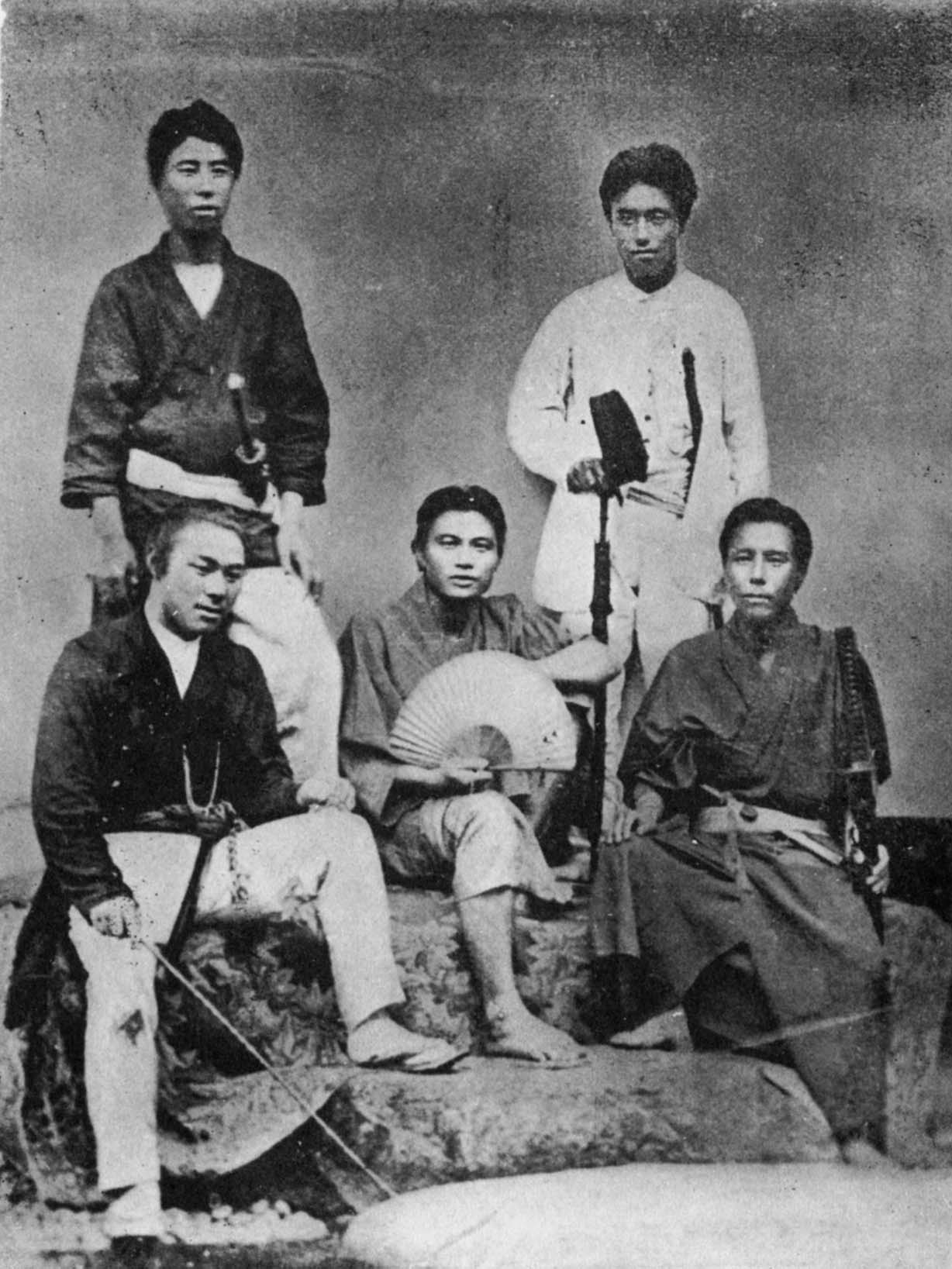
春日丸乗組船将及士官（明治2年）。（後列左から）伊地知弘一、東郷平八郎。 （前列左から）隈崎佐七郎、赤塚源六、前田献吉。

## 長州藩の軍服

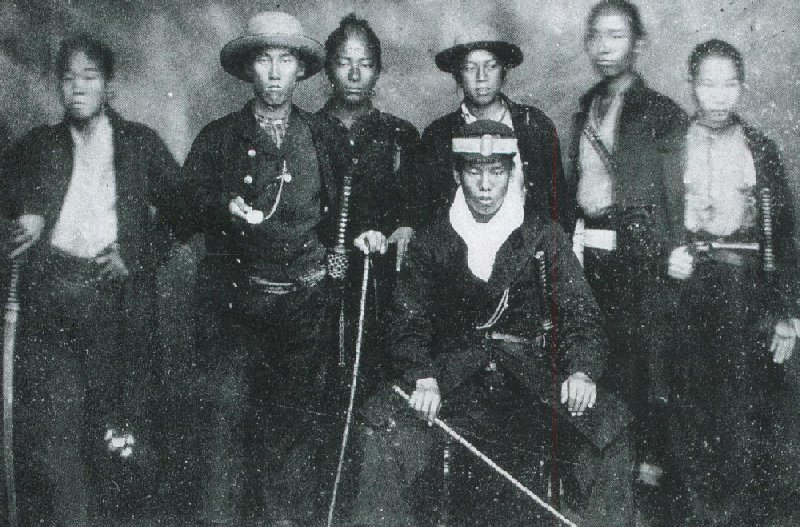
奇兵隊の写真

## 土佐藩の軍服

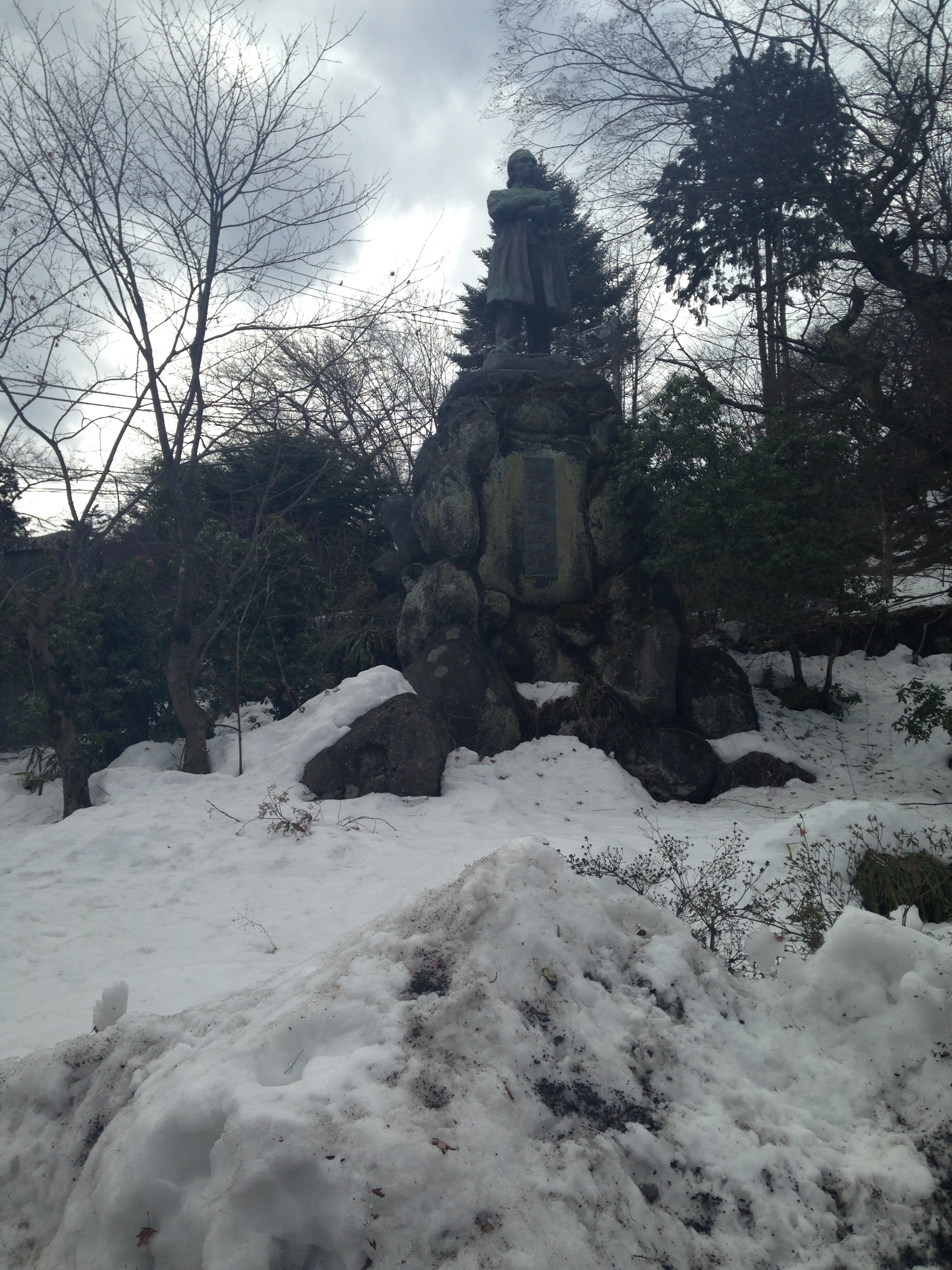
戊辰戦争時の軍服姿の板垣退助像（日光東照宮）
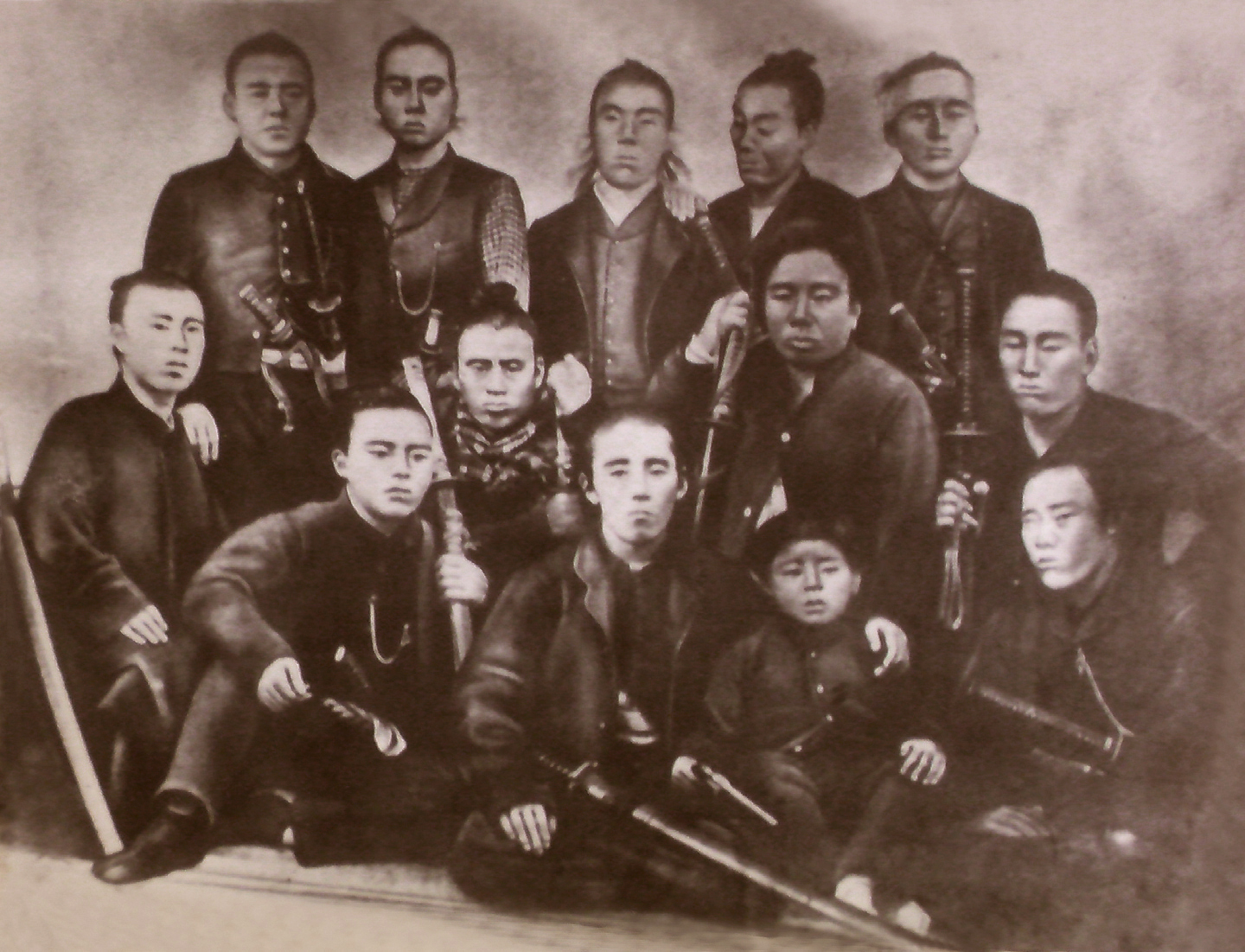
会津戦争の主力部隊となった13歳の少年兵（谷乙猪）らを含む迅衝隊。中央に明治新政府軍参謀（迅衝隊総督）の板垣退助
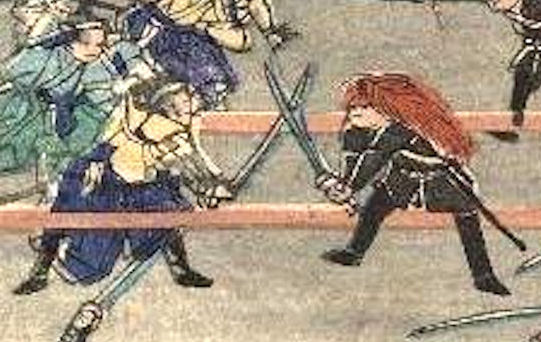
赤熊の被り物をして敵と戦う迅衝隊

## その他諸藩の軍服

### 奥羽越列藩同盟
奥羽越列藩同盟は東北諸藩による反維新政府攻守同盟であったわけだが、近代的軍隊としての組織化が不十分であったため西南諸藩や幕府軍とは違い制定軍装は不明確であった。しかし近年全藩軍三百数十名に制定軍装を整備した一関藩の軍装一式が発見された。それは西洋風の軍服、舶来の革製品を主体とした洋式装備であった。

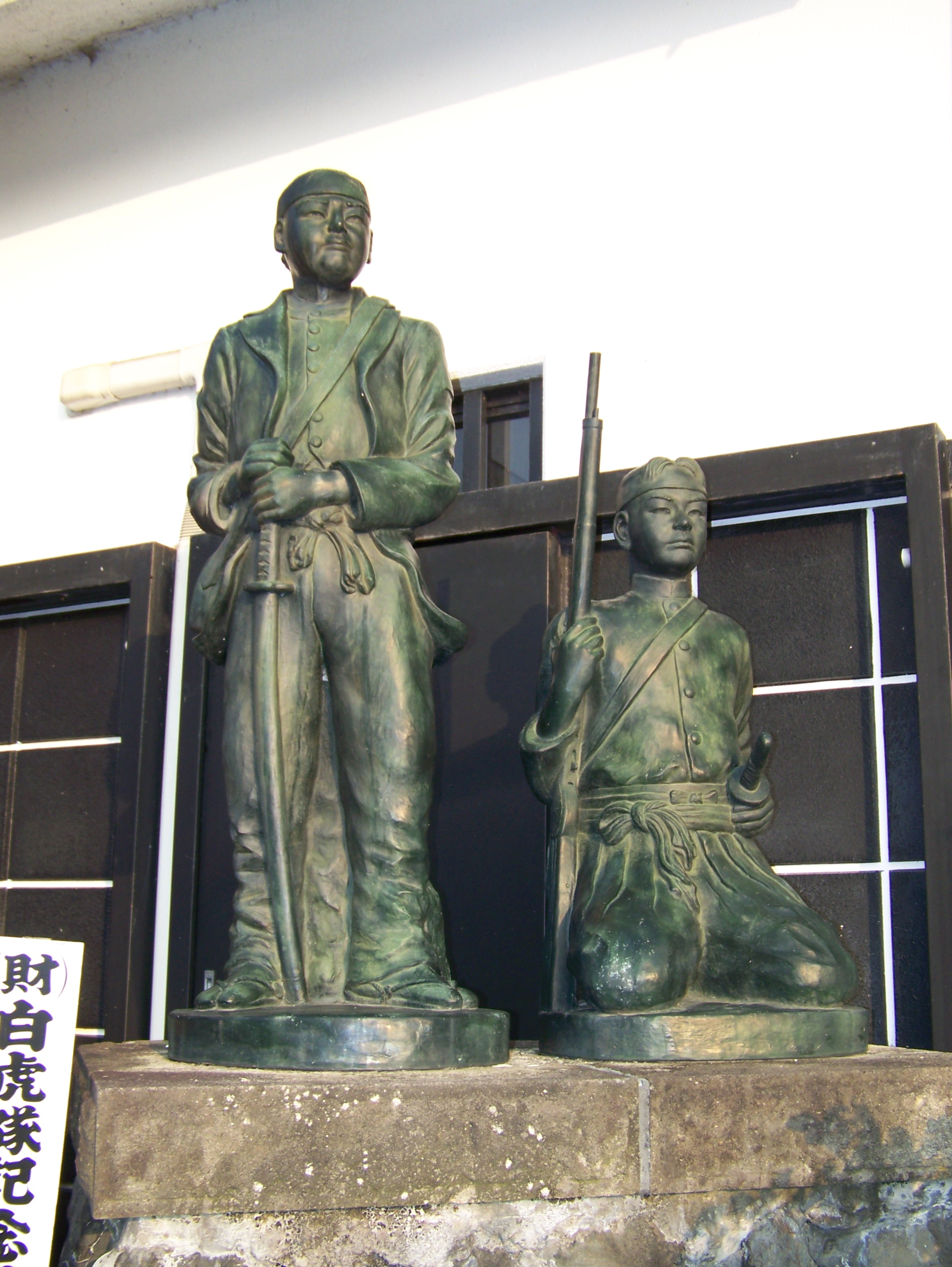
白虎隊の銅像

## 諸軍が混在する画像

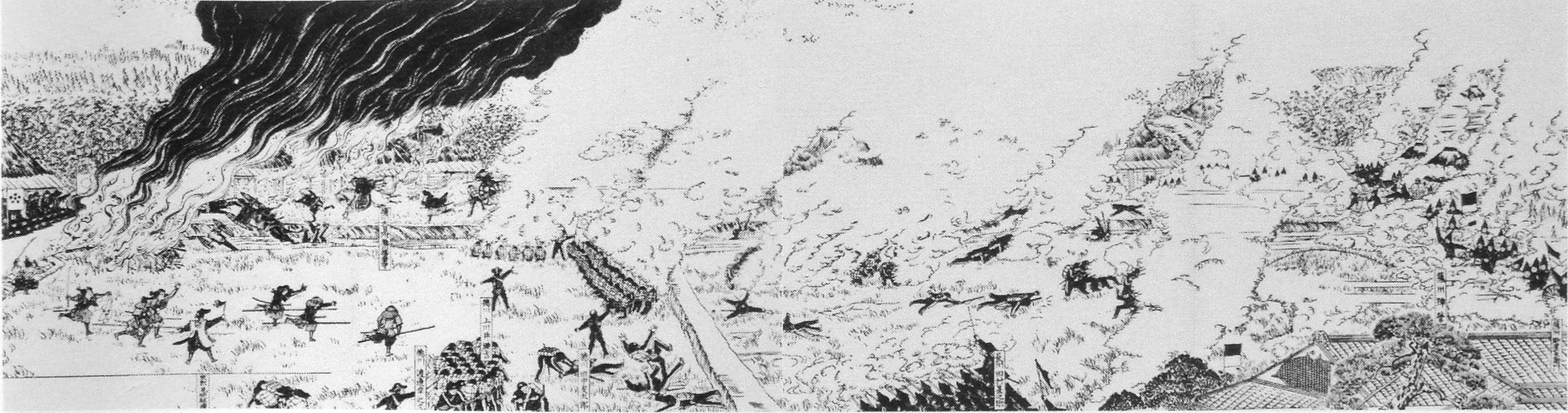
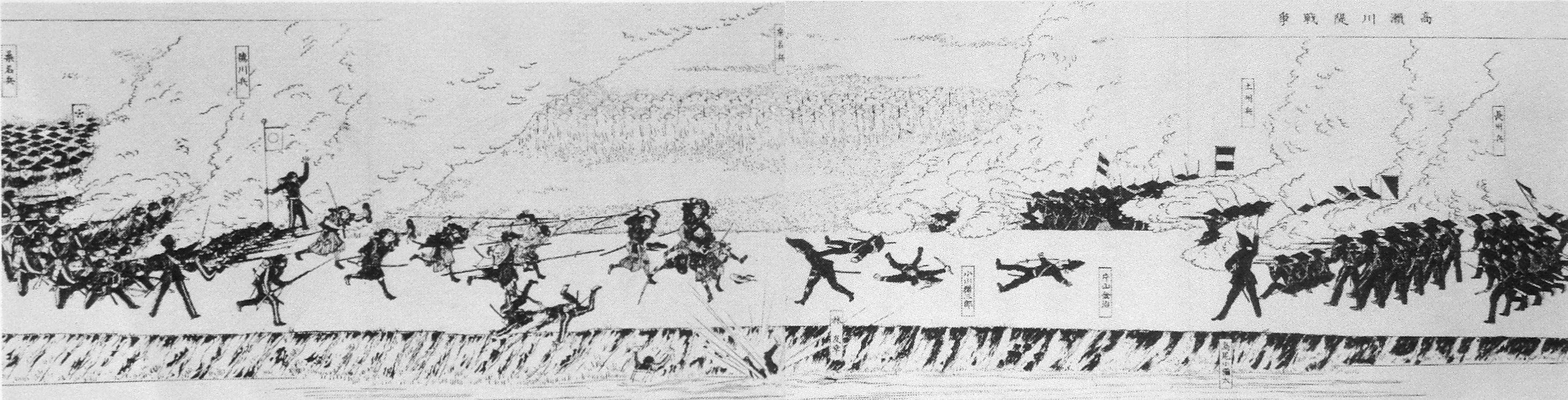
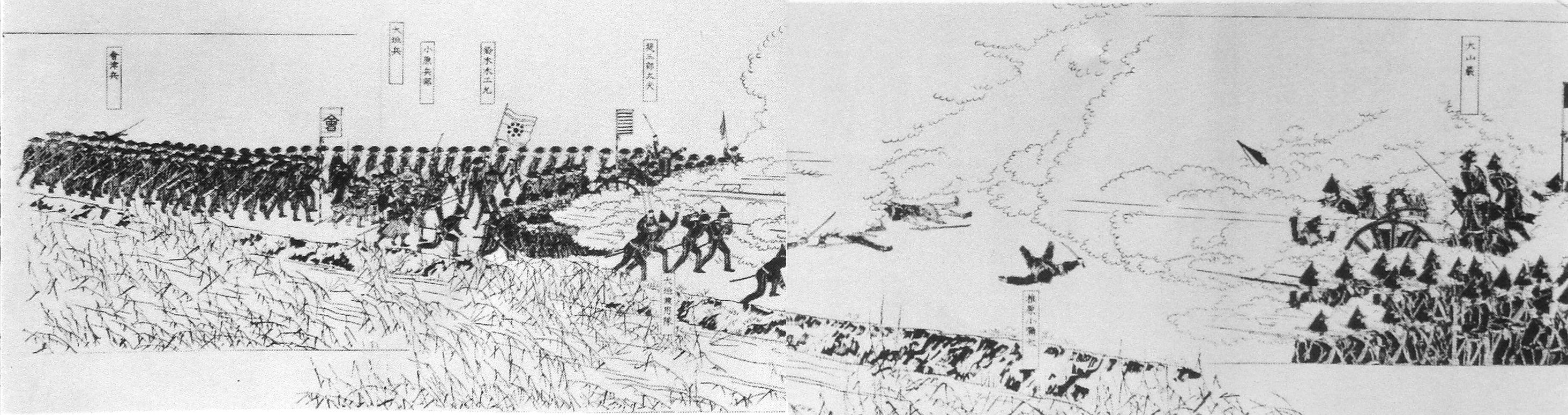
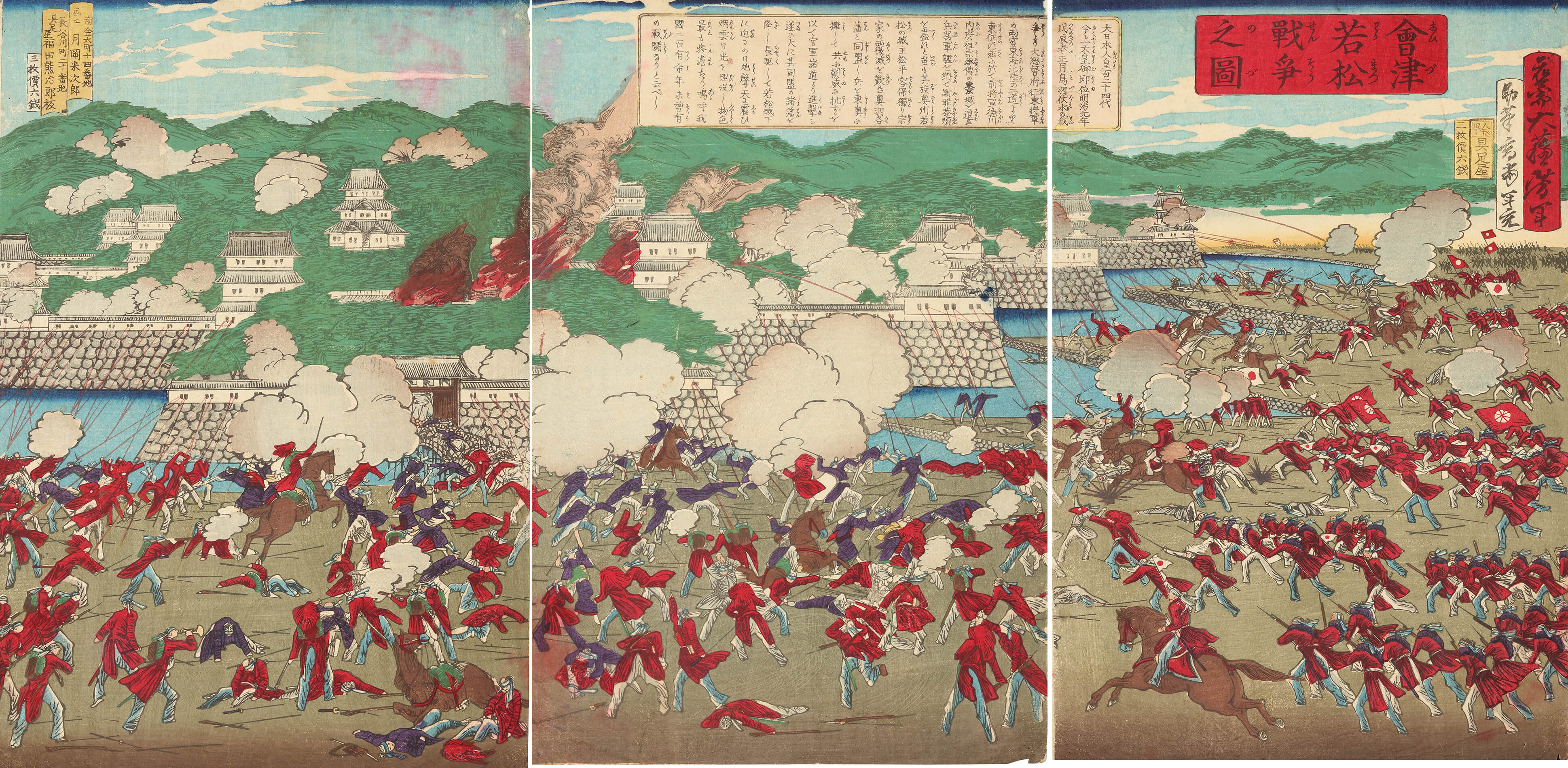